# Jean Antoine Armand Vergeaud
Jean Antoine Armand Vergeaud, plus simplement appelé Armand Vergeaud, né le 3 août 1876 à Angoulême et décédé le 5 octobre 1949 à Tunis, est un peintre orientaliste français.

## Biographie
Vergeaud, originaire de la ville d'Angoulême en Charente, a été un élève de Gustave Moreau, Fernand Cormon et François Flameng à l'École des Beaux-Arts de Paris. 
Il s'installe à Tunis en 1912. En 1913, il obtient le prix Jean-Jacques-Henner. En 1927, il est nommé directeur de l'École des beaux-arts de Tunis, poste dont il assume la charge jusqu'à sa mort en 1949, y ayant entre autres pour élèves Aly Ben Salem, Yahia Turki, Edmond Küss, Azouz Berraïs, Auguste Durel, Geneviève Gavrel, Abdelaziz Gorgi, Frida Uzan ou Natacha Markoff.
Il expose ses toiles au Salon des artistes français à Paris.
En 1932, il est décoré de la Légion d'honneur.
Il épouse Eva Peyronnet, fille du sculpteur charentais Émile Peyronnet, qu'il a connu lors de ses séjours en Charente, notamment dans son pays angoumois.